# Иоанн VIII (папа римский)
Иоанн VIII (лат. Ioannes PP. VIII; ок. 814 — 16 декабря 882) — папа римский с 14 декабря 872 года по 16 декабря 882 года.

## Биография
Иоанн VIII родился в Риме около 814 года. Пользуясь слабостью современных ему светских правителей, Иоанн заявлял самые широкие притязания на их права, что, однако, мало облегчало его фактическое положение. На соборе в Равенне (877) он провозгласил неподсудность низшего духовенства светской юрисдикции и возложил императорскую корону сначала на Карла II Лысого, потом на Карла III Толстого.
Императоры были бессильны отразить набеги арабов на Италию, и папа был вынужден деньгами покупать мир у арабских правителей. Желая найти помощь против арабов, а также сохранить под своей властью Болгарию, Иоанн старался привлечь на свою сторону императора Византии Василия I Македонянина, признал патриарха Фотия I, отлучённого его предшественником, и послал своих легатов на Четвёртый Константинопольский собор (879—880 гг.). На этом Соборе, помимо прочего, были признаны недействительными постановления Константинопольского Собора 869—870 гг. (инициированного папой Адрианом II).
Вёл борьбу с будущим папой римским Формозом, в то время епископом Порто.
После смерти Людовика II предложил признать право Каролингов из Франции наследовать Людовику II.
В 873 году, согласно житию равноапостольных Кирилла и Мефодия, Иоанн VIII, вероятно, под влиянием папоцезаризма «возвратил Мефодию иерархическую власть над Моравией и не только писал к Людовику и Карломану о невинности Мефодия и виновности Немецких бискупов; но запретил последним само Богослужение». Однако вопреки этому в 879 году он запрещает славянские богослужения, потому что «встревожился за свою власть над Моравией».
На соборе в 877 году хотел провозгласить Бозона Вьеннского королём Италии и императором Запада.
Злейший враг герцога Сполето Ламберта II.
Иоанн VIII был убит в Риме своими родственниками 16 декабря 882 года.